# Campionato del mondo di calcio da tavolo 2006 - Categoria femminile
Il Campionato del mondo di calcio da tavolo di Dortmund in Germania.
Fasi di qualificazione ed eliminazione diretta della Categoria femminile (17 giugno).
Per la classifica finale vedi Classifica.
Per le qualificazioni delle altre categorie:
- individuale Open
- squadre Open
- individuale Under19
- squadre Under19
- individuale Under15
- squadre Under15
- individuale Veterans
- squadre Veterans

## Fase eliminatoria

### Girone 1
- Kamilla Kristensen  -  Sylvie Guyot 4-0
- Kamilla Kristensen  -  Alessandra Brescia 3-0
- Alessandra Brescia  -  Sylvie Guyot 1-0

### Girone 2
- Michaela Kalina  -  Arielle Guyot 0-0
- Michaela Kalina  -  Laura Panza 3-0
- Laura Panza  -  Arielle Guyot 1-0

### Girone 3
- Anna-Lisa Mensel  -  Françoise Guyot 1-1
- Anna-Lisa Mensel  -  Annick Poncelet 4-0
- Annick Poncelet  -  Françoise Guyot 1-3

### Girone 4
- Bénédicte Westrade  -  Victoria Büsing 5-0
- Bénédicte Westrade  -  Sara Guercia 6-0
- Victoria Büsing  -  Sara Guercia 0-0

### Girone 5
- Delphine Dieudonne  -  Audrey Herbaut 5-0
- Delphine Dieudonne  -  Dania Schiller 0-0
- Audrey Herbaut  -  Dania Schiller 0-0

### Girone 6
- Elodie Bertholet  -  Jelena Radic 1-0
- Elodie Bertholet  -  Alina Selsen 2-0
- Jelena Radic  -  Alina Selsen 0-0

### Girone 7
- Michaela Scherbaum  -  Magali Doumont 8-0
- Michaela Scherbaum  -  Meng Ren 5-0
- Magali Doumont  -  Meng Ren 3-0

### Girone 8
- Jennifer Kastner  -  Gabriella Costa 1-1
- Jennifer Kastner  -  Lijuan Wang 4-0
- Gabriella Costa  -  Lijuan Wang 2-1

### Ottavi di finale
- Kamilla Kristensen  -  Magali Doumont 3-0
- Françoise Guyot  -  Jennifer Kastner 1-0
- Delphine Dieudonné  -  Arielle Guyot 6-1
- Jelena Radic  -  Bénédicte Westrade 0-3
- Anna-Lisa Mensel  -  Audrey Herbaut 1-2
- Victoria Büsing  -  Elodie Bertholet 1-5
- Michaela Scherbaum  -  Sylvie Guyot 2-0
- Gabriella Costa  -  Michaela Kalina 0-2

### Quarti di finale
- Kamilla Kristensen  -  Françoise Guyot 1-0
- Delphine Dieudonné  -  Bénédicte Westrade 5-1
- Elodie Bertholet  -  Audrey Herbaut 2-1 d.t.s.
- Michaela Scherbaum  -  Michaela Kalina 1*-1 d.t.p.

### Semifinali
- Kamilla Kristensen  -  Delphine Dieudonné 2-0
- Elodie Bertholet  -  Michaela Scherbaum 1-3

### Finale
- Kamilla Kristensen  -  Michaela Scherbaum 1-0